# Tamaricella subpunctata
Tamaricella subpunctata är en insektsart som först beskrevs av Vilbaste 1961.  Tamaricella subpunctata ingår i släktet Tamaricella och familjen dvärgstritar. Inga underarter finns listade i Catalogue of Life.